# Salam Wreck

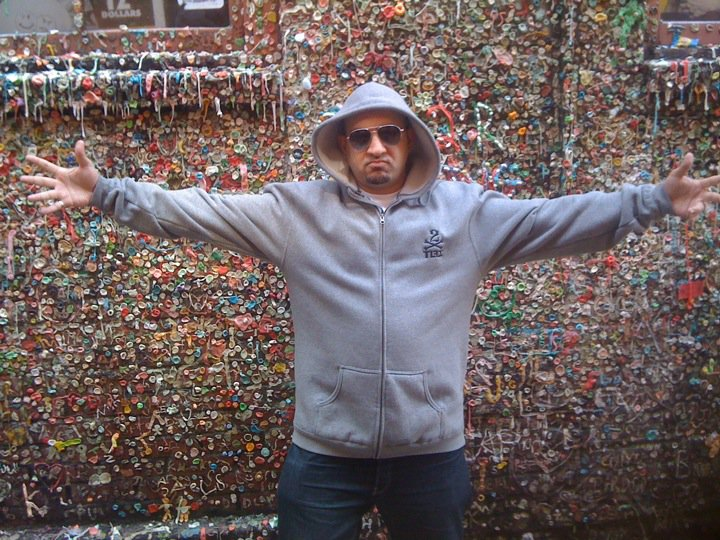
Salam Wreck en 2011.

Salam Wreck, de son vrai nom Salam Nassar, né le 8 octobre au 20e siècle[Quand ?] à Flint (Michigan), est un DJ et producteur américain de hip-hop, originaire de Palestine. Au cours de sa carrière, il a collaboré avec Eminem, D12, Obie Trice, mais également B-Real (leader de Cypress Hill) et Daz Dillinger. Très proche de Proof de D12, il était directeur artistique au sein du label de ce dernier, Iron Fist Records.
Il est par ailleurs le frère de Fredwreck, producteur de nombreux morceaux de Snoop Dogg.
Ses parents, des réfugiés de Palestine, rejoignent les États-Unis en 1966. D'abord installés au Michigan, où son père travaillait pour General Motors, ils s'installent en 1983 en Californie.

## Chronologie
- 2003 : DJ de Obie Trice (tournée US/Europe)
- 2003 : Production et réalisation de la mixtape Welcome To The Pyrex (avec Proof de D12).
- 2004 : DJ de D12 (tournée US/Europe).
- 2005 : Supervision de la mixtape Grown Man Shit de Proof (D12) et production du titre Nothing.
- 2005 : Apparition dans le DVD D12 : Live In Chicago.
- 2005 : DJ remplaçant de Eminem sur le Anger Management Tour 3.
- 2005 : Direction artistique de l'album Searching For Jerry Garcia de Proof (D12) et production du titre Mom And Dad.
- 2006 : Production/réalisation de la mixtape Trouble Soon (avec D12, Obie Trice B-Real).
- 2007 : Supervision de la mixtape Inheritance de Famous & Flame (avec DJ Young Mase).
- 2009 : Tournée avec B-Real de Cypress Hill et Daz Dillinger (Dogg Pound)